# Аркудохор
Аркудохор (на гръцки: Αρκοχώρι, Аркохори, катаревуса: Αρκοχώριον, Аркохорион, до 1934 Αρκουδοχώρι, Аркудохори) е село в Република Гърция, област Централна Македония, дем Негуш.

## География
Селото е разположено на 5 km южно от град Негуш, на 600 m надморска височина в източното подножие на планината Каракамен (Вермио).

## История

### В Османската империя
В XVIII век Аркудохор е село в Берска каза на Османската империя. Според гръцки източници селото е гръцкоговорещо. Жителите на селото участват активно в Негушкото въстание в 1822 година в четата на Димитриос Каратасос, в която влизат и жителите на съседните села Скотина, Дихалеври, Чорново и Маруша.
Александър Синве („Les Grecs de l’Empire Ottoman. Etude Statistique et Ethnographique“) в 1878 година пише, че в Аркидохори (Arkidokhori), Берска епархия, живеят 200 гърци. В 1900 година според Васил Кънчов („Македония. Етнография и статистика“) в селото живеят 240 българи християни. По данни на секретаря на Българската екзархия Димитър Мишев („La Macédoine et sa Population Chrétienne“) в 1905 година в Аркудохор има 320 българи патриаршисти гъркомани. Според Тодор Симовски и двамата бъркат, тъй като населението на селото в началото на XX век вече е било погърчено. Според информацията от официалния сайт на Аркудохор в XIX век селото е било гръцкоговорещо.
При преброяването в 1912 година селото е отбелязано с език македонски и религия християнска.

### В Гърция
В 1912 година през Балканската война в селото влизат гръцки войски, а след Междусъюзническата война в 1913 година Аркудохор остава в Гърция. При преброяването от 1913 година в селото има 266 мъже и 181 жени. В 1934 година селото е прекръстено на Аркохорион.
По време на Гражданската война, през пролетта на 1947 година, жителите на селото са насилствено изселени от властите.
През 70-те години населението намалява силно поради изселване към големите градове.
Населението се занимава с овощарство, експлоатация на горите и скотовъдство.
| Година    | 1913 | 1920 | 1928 | 1940 | 1951 | 1961 | 1971 | 1981 | 1991 | 2001 | 2011 | 2021 |
| --------- | ---- | ---- | ---- | ---- | ---- | ---- | ---- | ---- | ---- | ---- | ---- | ---- |
| Население | 447  | 446  | 512  | 670  | 715  | 675  | 375  | 206  | 312  | 332  | 256  | 202  |

## Личности
- Антониос Зисис (Αντώνιος Ζήσης), гръцки андартски деец, четник при Стерьос Кукутегос (Тасос) между 1904 и 1908 година[12]
- Маргаритис Вадолас или Бадолас (Μαργαρίτης Βαδόλας ή Μπαντόλας), гръцки андартски деец, водач и снабдител с оръжие и храна на четата на Василиос Ставропулос (Коракас)[13]
- Спиридон Вадолас или Бадолас (Σπυρίδων Βαδόλας ή Μπαντόλας), гръцки андартски деец, водач и снабдител с оръжие и храна на четата на Василиос Ставропулос[14]